# 아이폰 6
애플 아이폰 6(Apple iPhone 6)는 페가트론과 폭스콘이 제조하고, 애플이 설계, 판매하는 iOS 스마트폰으로, 2014년 9월 9일 공개되었다. 아이폰 6의 주요 특징은 완전히 새로워진 디자인, 더 커진 4.7형 화면, 레티나 HD 디스플레이, 더 빨라진 A8칩, 개선된 카메라, 애플 페이 탑재 등이 있다.

## 새로운 기능
아이폰 6는 기존 모델 아이폰5s의 두께인 7.6mm에서 0.7mm가 얇아진 6.9mm의 두께를 가지고 있다. 카메라는 향상된 이미지 센서가 탑재되었으며,
한손으로는 쉽게 조작할 수 없는 위쪽 화면의 조작을 용이하게 하기 위해 홈버튼을 두번 터치하면 화면 절반이 아래로 내려오고 터치하면 다시 올라가 한손으로도 쉽게 조작 할 수 있게 되어있다.

## 새로운 디자인
아이폰 6는 기존의 아이폰 5s와 달리 더 큰 디스플레이를 가지고 있다. 두께가 매우 얇아졌으며, 기기의 뒷면에는 안테나 선이 있다. 한손으로 쉽게 조작할 수 있도록 전원 버튼도 기기의 옆면에 있다. 얇아진 두께 때문에 카메라가 돌출되어 있다.

## 이동통신 시장
단통법 실시로 아이폰 같은 프리미엄폰은 물론 화웨이 등의 저가 외산폰의 경쟁력이 높아지게 됐다.

## 스마트폰 시장
아이폰 6 · 아이폰 6 플러스가 이동통신사 예약가입 시장에서 예상 외의 높은 인기를 누림에 따라 국내 스마트폰 시장이 촉각을 곤두세우고 있다.
아이폰 6의 돌풍이 국산 스마트폰의 출고가 인하로 이어질 가능성도 점쳐진다. 현재 국내 제조사들은 출고가 인하에 난색을 표하고 있지만 아이폰의 시장점유율 잠식을 방어하지 않을 수 없는 상황이기 때문이다.

## 논란

### 로고 게이트
일부 기기에서 뒷면에 각인된 각종 로고들이 수평을 유지하지 않고 약간 기울어져 각인되어 있는 현상이 발견되었다.

### 낸드플래시 게이트
아이폰 6 시리즈(4.7형 디스플레이, 5.5형 디스플레이)가 용량에 따라 MLC메모리에 비해 수명이 짧고 속도가 느리며 값이 싼 TLC메모리가 무작위로 탑재되어 뽑기 논란이 일었다.
오직 64GB 모델에서의 문제이고 16GB 모델은 전량 MLC메모리 128GB 모델은 전량 TLC메모리로 알려져 있다.

### 벤드게이트
아이폰6는 얇은 알루미늄 재질로 제작되어 다른 폰에 비해 잘 휘어진다. 이 단점 때문에 다음 세대 아이폰 6s에서는 비행기 제조에도 사용되는 7000시리즈 알루미늄을 사용했다.

### 'error 53'
과거에 Touch ID가 탑재된 iPhone의 홈버튼을 사설 수리점이나 자가수리를 통해 교체한다면 iPhone이 벽돌이 되며 아이튠즈 복원 시 Error 53이 나오는 현상이 있었다. 현재는 해결된 문제다.

### 터치스크린 고장
아이폰 6 로직 보드에 터치 스크린 제어 컴포넌트는 언더필 - 집적 회로를 강화하고 안정화가 부족하고, 이전 iPhone 모델 달리 로직 보드의 금속 실드의 부재를 포함하여 충분한 지원을 가지고; 터치 스크린 제어기는 대신에 "스티커"에 의해 차단된다. 장치의 일반 사용은 터치 스크린 IC 커넥터를 균주와 저하 또는 터치 스크린 기능이 크게 손실로 연결하는 내부 플렉스 로직 보드의 원인이 될 수 있다. 이 문제와 관련된 증상은 디스플레이 상단 근처에 깜박 거리는 회색 바가 발생하는 것 등이 있다. 장치의 이전 "벤드게이트"의 설계 결함의 부산물이었다. 이와 같이, 큰 아이폰 6 플러스 결함에 더 민감하지만, 또한 아이폰 6 모델의 작은 비율에 보고되어있다. 이 아이폰의 후속 아이폰 6S이 이것 때문에 후면 케이스에 "중요 지점"의 강화 및 디스플레이 조립품에 터치 스크린 컨트롤러를 재배치하고 내부 디자인 변경해서 문제가 발생하지 않았다.

## 출시 국가
| 국가                          |                              |
| 1차 출시국 (2014년 9월 19일)  | 1차 출시국 (2014년 9월 19일) |
| ----------------------------- | ---------------------------- |
| 미국                          |                              |
| 캐나다                        |                              |
| 홍콩                          |                              |
| 일본                          |                              |
| 독일                          |                              |
| 영국                          |                              |
| 프랑스                        |                              |
| 싱가포르                      |                              |
| 오스트레일리아                |                              |
| 2차 출시국 (2014년 9월 26일)  |                              |
| 오스트리아                    |                              |
| 벨기에                        |                              |
| 덴마크                        |                              |
| 핀란드                        |                              |
| 아일랜드                      |                              |
| 이탈리아                      |                              |
| 리히텐슈타인                  |                              |
| 룩셈부르크                    |                              |
| 뉴질랜드                      |                              |
| 노르웨이                      |                              |
| 포르투갈                      |                              |
| 카타르                        |                              |
| 러시아                        |                              |
| 사우디아라비아                |                              |
| 스페인                        |                              |
| 스웨덴                        |                              |
| 스위스                        |                              |
| 중화민국                      |                              |
| 튀르키예                      |                              |
| 아랍에미리트                  |                              |
| 3차 출시국 (2014년 10월 17일) |                              |
| 중화인민공화국                |                              |
| 인도                          |                              |
| 모나코                        |                              |
| 4차 출시국 (2014년 10월 23일) |                              |
| 이스라엘                      |                              |
| 5차 출시국 (2014년 10월 24일) |                              |
| 체코                          |                              |
| 그린란드                      |                              |
| 케냐                          |                              |
| 몰타                          |                              |
| 폴란드                        |                              |
| 남아프리카 공화국             |                              |
| 6차 출시국 (2014년 10월 30일) |                              |
| 바레인                        |                              |
| 쿠웨이트                      |                              |
| 7차 출시국 (2014년 10월 31일) |                              |
| 알바니아                      |                              |
| 보스니아 헤르체고비나         |                              |
| 크로아티아                    |                              |
| 에스토니아                    |                              |
| 그리스                        |                              |
| 괌                            |                              |
| 헝가리                        |                              |
| 아이슬란드                    |                              |
| 코소보                        |                              |
| 라트비아                      |                              |
| 리투아니아                    |                              |
| 마카오                        |                              |
| 북마케도니아                  |                              |
| 멕시코                        |                              |
| 몰도바                        |                              |
| 몬테네그로                    |                              |
| 루마니아                      |                              |
| 세르비아                      |                              |
| 슬로바키아                    |                              |
| 슬로베니아                    |                              |
| 대한민국                      |                              |
| 태국                          |                              |
| 우크라이나                    |                              |
| 8차 출시국 (2014년 11월 6일)  |                              |
| 말레이시아                    |                              |
| 9차 출시국 (2014년 11월 14일) |                              |
| 콜롬비아                      |                              |
| 레바논                        |                              |
| 필리핀                        |                              |
| 베트남                        |                              |

## 같이 보기
- 아이폰 6 플러스
- 애플 워치